# ناحیه عین الابل
ناحیه عین الإبل (به عربی: دائرة عین الإبل) یک ناحیه در الجزایر است که در استان جلفه واقع شده‌است.